# Nnewi
Nnewi is een stad in Nigeria. Het is de op een na grootste stad in de staat Anambra en ligt ten zuidoosten van Onitsha en vormt met die stad een groot stedelijk gebied met 2,5 miljoen inwoners. Bestuurlijk is de stad opgedeeld in vier Local Government Area's (LGA): Nnewi North, Nnewi South, Ekwusigo en Ihiala, met een gezamenlijke bevolking van 958.000. De bevolking bestaat voornamelijk uit  Igbo.
Nnewi was een koninkrijk van de Igbo dat in 1904 onder Brits bestuur kwam. De stad groeide uit tot een industrieel en handelscentrum, met fabrieken voor auto-onderdelen.

## Religie
De kerstening van de bevolking begon in 1892.
De stad is de zetel van een rooms-katholiek bisdom.